# Бели Дрин (каньон)
 Тази статия е за каньона.  За реката вижте Бели Дрин.  
Бели Дрин (на албански: Gryka e Drinit të Bardhë; на сръбски: Кањон Белог Дрима) е малък каньон на река Бели Дрин, разположен в югозападната част на Косово в община Ораховац.
Бели Дрин е съвсем малък, къс каньон с дължина едва около 900 m и дълбочина 45 m. През 1986 г. е обявен за природен паметник с обща защитена площ от 199 ха. Формиран е през неогена в резултат на тектоничен разлом и ерозия на отвесните скали от двете страни на реката.
Разположението на каньона близо до главния път Дяково – Призрен, както и построеният над реката през XVIII в. по време на османското владичество Швански мост точно на входа на каньона, привличат много туристи. Ежегодно от 1954 г. през месец юли тук се провеждат състезания за гмуркачи, които скачат от моста от височина 20 m. За посетителите работи и заведение, предлагащо прясна риба, уловена в река Бели Дрин.
Близо до моста са поставени и два камъка известни като „Орловата скала“ и „Скалата на Скендербег“, на които през 1968 г. е изрисуван националния герой на Албания Георги Кастриоти Скендербег по повод 500-годишнината от смъртта му.